# Малкото кале (Созопол)
Вижте пояснителната страница за други значения на Малкото кале.
Малкото кале е древна крепост на едноименния хълм – най-високия от веригата Меден рид. Намира се край Созопол, южно от крепостта Лободово кале. Част е от античната отбранителна система на Аполония Понтийска.
Археологическите разкопки на хълма показват, че още през ранножелязната епоха там е имало селище. Това селище и крепостта са построени от траките-скирмиани в XIII-XII в. пр.н.е. В края на V – началото на IV в. пр.н.е. то е било оградено с крепостна стена от ломен камък без спойка, като в нея са включени огромни каменни валуни с височина 7 – 8 м. Заградената площ е 4 дка.
Входът на крепостта е в тесния проход между 2 големи каменни валуна с височина 6 м. Принципът на защитата му е същият като на Валчаново кале – то е защитено от двете страни, като лявата е прикрита с излизаща напред под широк ъгъл стена, а дясната – с висок каменен валун. Тази фортификационна особеност е позната най-рано в Източното Средиземноморие от укрепителната система на Троя VI и Микена.
По пътя от Малкото кале за Аполония, който е вървял по билото на едно от разклоненията на Меден рид в северна посока, на около 1 км от крепостта се забелязват останки от стени на постройки, градени от суха зидария и многобройни кръгли каменни насипи. Това свидетелства за неукрепено селище и некропол от 1 хилядолетие пр.н.е.
На повърхността на терена в крепостта са пръснати фрагменти от покривни керемиди от типовете, произвеждани в Аполония през IV-II в. пр.н.е., което показва, че през този период селището е станало част от полиса. То има всички следи на аполонийската битова култура – жителите му ползват гръцки съдове, покрити с черен фирнис и имат в изобилие аполонийски монети.